# Alberov

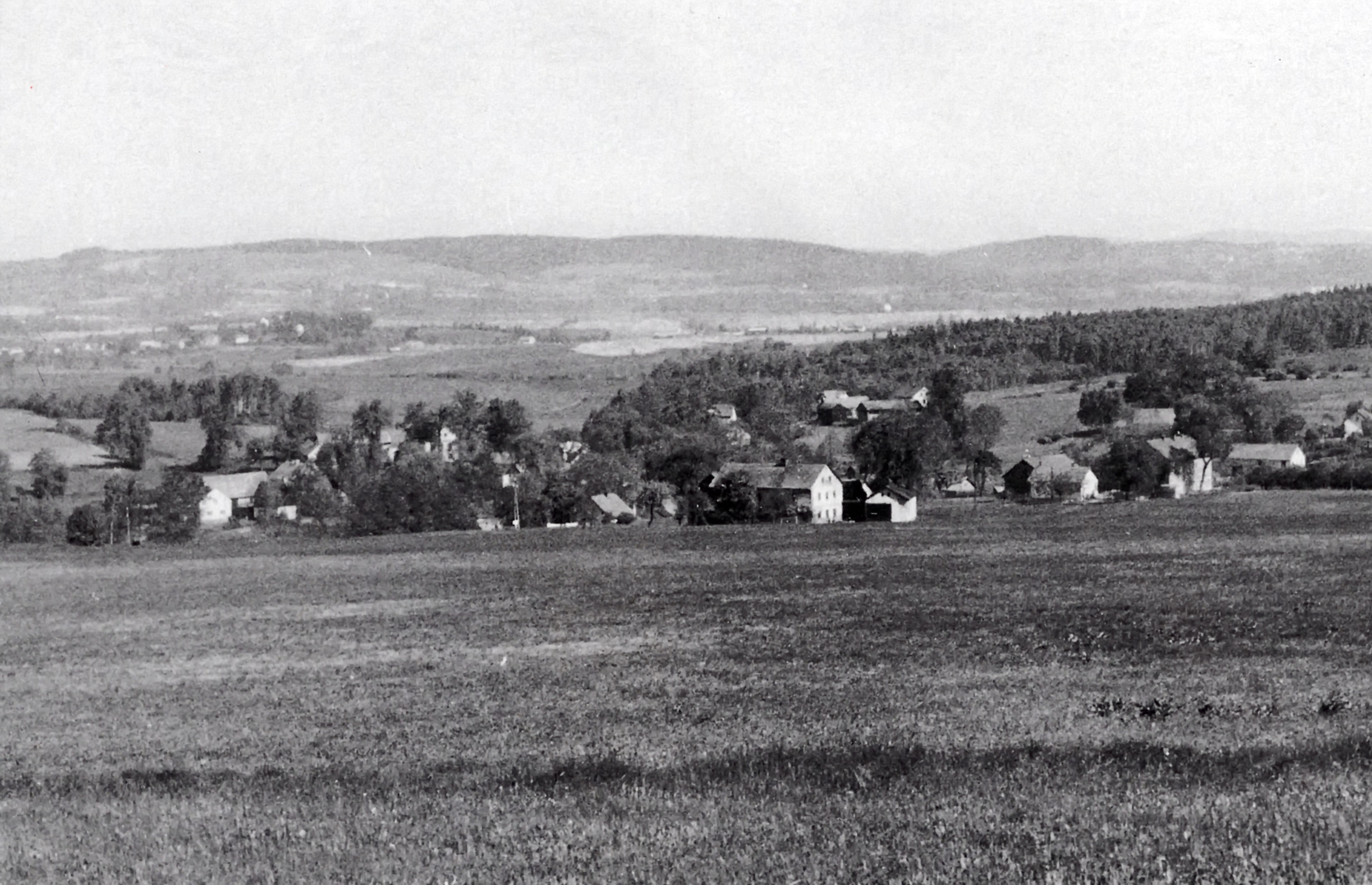
Blick auf Alberov (1950)

Alberov (deutsch Albernhof) ist eine Ortswüstung, deren Flur zur Gemeinde Královské Poříčí im Okres Sokolov in Tschechien gehört und sich unweit des  nordöstlichen Stadtrandes von Sokolov befindet.

## Geschichte
Von 1938/39 bis Mai 1945 lag Albernhof als Ortsteil der Gemeinde Littmitz im Reichsgau Sudetenland, Landkreis Elbogen, Regierungsbezirk Eger. Hier lebten im Jahre 1940 230 Einwohner. 1972 wurde der Ort wegen Erweiterung des Braunkohletagebaus aufgegeben.